# ティッカー・テープ・パレード
ティッカー・テープ・パレード（英: Ticker tape parade）は、都市部で行われるパレードの一形態。膨大な量の裁断された紙（もとは文字通りティッカー・テープを用いていたが、今日ではもっぱら紙吹雪を用いる）が、パレードの通り道に面したビルから投げ落とされ、吹雪のような祝福の効果を演出する。こうしたパレードが発祥し、しばしば行われているのはアメリカ合衆国、とくにニューヨーク州ニューヨーク市である。アメリカ合衆国以外では、1978年にアルゼンチンで行われたFIFAワールドカップの際にティッカー・テープが舞った。

## 歴史
この言葉はニューヨーク市において、1886年10月28日の自由の女神像除幕を祝う自発的な祝典の中で用いられるようになった。以後、ティッカー・テープ・パレードはニューヨーク市と密接に関連している。ティッカー・テープとはもともと、株式市場の最新情報の伝達のため仲介業者で使用される遠隔操作装置（ストックティッカー）の出力に用いる紙テープを指す。ティッカー（ticker）という用語は、印刷時に機械が出す音から来たものである。
ニューヨーク市において、ティッカー・テープ・パレードは特別な行事に際して行われる。1886年に初めてこのようなパレードが行われた後、市の当局者はこうしたイベントの効果を認識し、凱旋式などの際に行うようにした。たとえば、セオドア・ルーズベルト大統領のアフリカ探検 (Smithsonian–Roosevelt African Expedition) からの帰還、イギリス海峡を水泳で横断したガートルード・エダールの帰国、大西洋横断飛行を成し遂げたチャールズ・リンドバーグの帰国などである。最初にティッカー・テープ・パレードで讃えられた個人は、マニラ湾海戦の英雄ジョージ・デューイ提督（1899年）で、200万人がニューヨークにやって来た。
1945年に第二次世界大戦が終結へ向かう頃、陸海軍の司令官（たとえば、ドワイト・アイゼンハワー将軍やチェスター・ニミッツ提督）の栄誉をたたえて、いくつかのティッカー・テープ・パレードが行われた。そして、そこから1965年までの20年間、ニューヨーク市で実施されたティッカー・テープ・パレードの回数は130回にのぼった。最も長く大規模であったティッカー・テープ・パレードとしては2つが挙げられる。1つは、第二次世界大戦と朝鮮戦争を戦ったダグラス・マッカーサーの帰国に対するもの（1951年）、もう1つは宇宙飛行士ジョン・ハーシェル・グレンの帰還に対するもの（1962年）である。しかし、1966年にジョン・リンゼイが市長に就任すると、
彼の在任期間8年でティッカー・テープ・パレードは1969年の3回しか実施されなかった。
ブロードウェイのフィナンシャル・ディストリクトを通る区間は、こうしたパレードの通り道となっており、「英雄たちの谷間（英雄たちの峡谷）」キャニオン・オブ・ヒーローズ（Canyon of Heroes）と呼ばれている。「英雄たちの谷間」沿いの歩道には黒い花崗岩でできた200以上の細長い敷石が埋め込まれており、過去に行われたティッカー・テープ・パレードの栄誉を記念している。21世紀初頭の今日、このようなパレードが行われることは少なくなっており、スポーツチームの優勝や、宇宙飛行士の帰還、出征兵士の帰国を祝すのに限られている。
1960年代、市況情報の伝達にはテレビやコンピュータが使われるようになり、ティッカー・テープは廃れた。今日のパレードでは、古紙やトイレットペーパーをシュレッダーにかけたものが使用されている。また、市ではコンフェッティ（紙吹雪）を配布している。

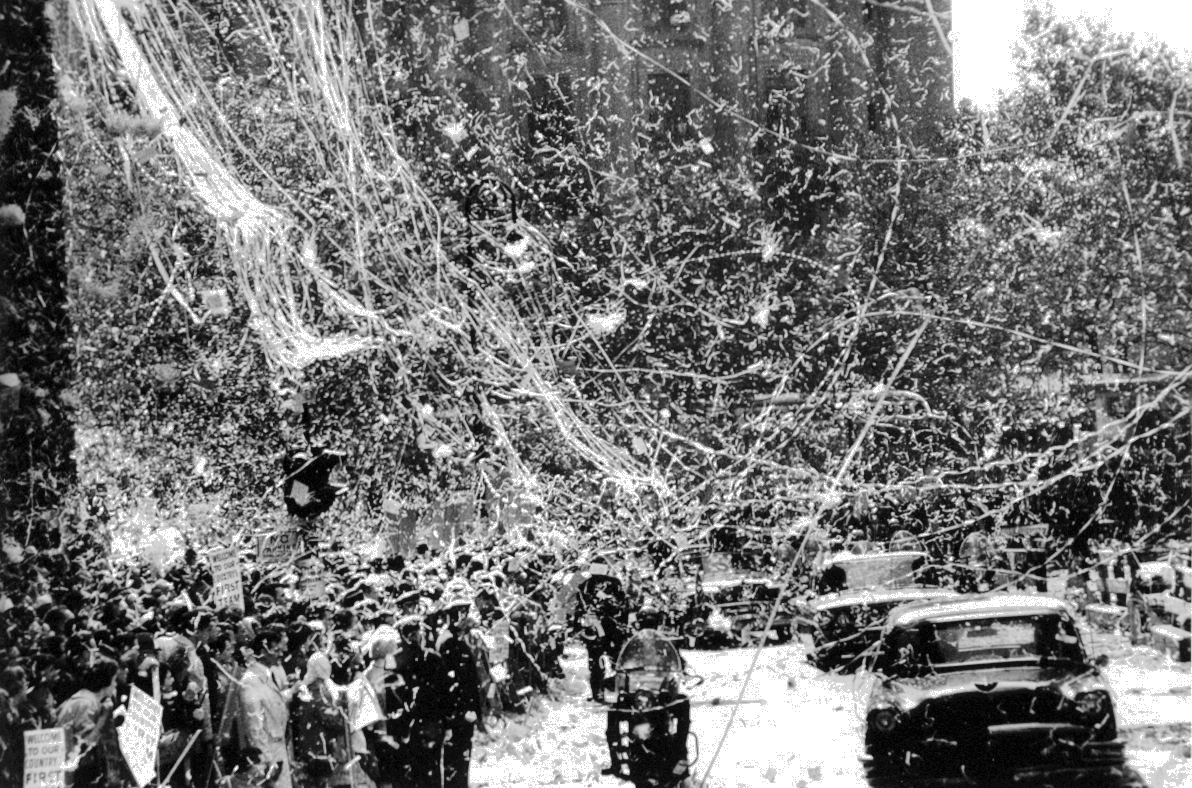
1960年の、大統領選挙運動中のリチャード・ニクソン候補を歓迎するティッカー・テープ・パレード。この時代にはティッカー・テープが用いられている。
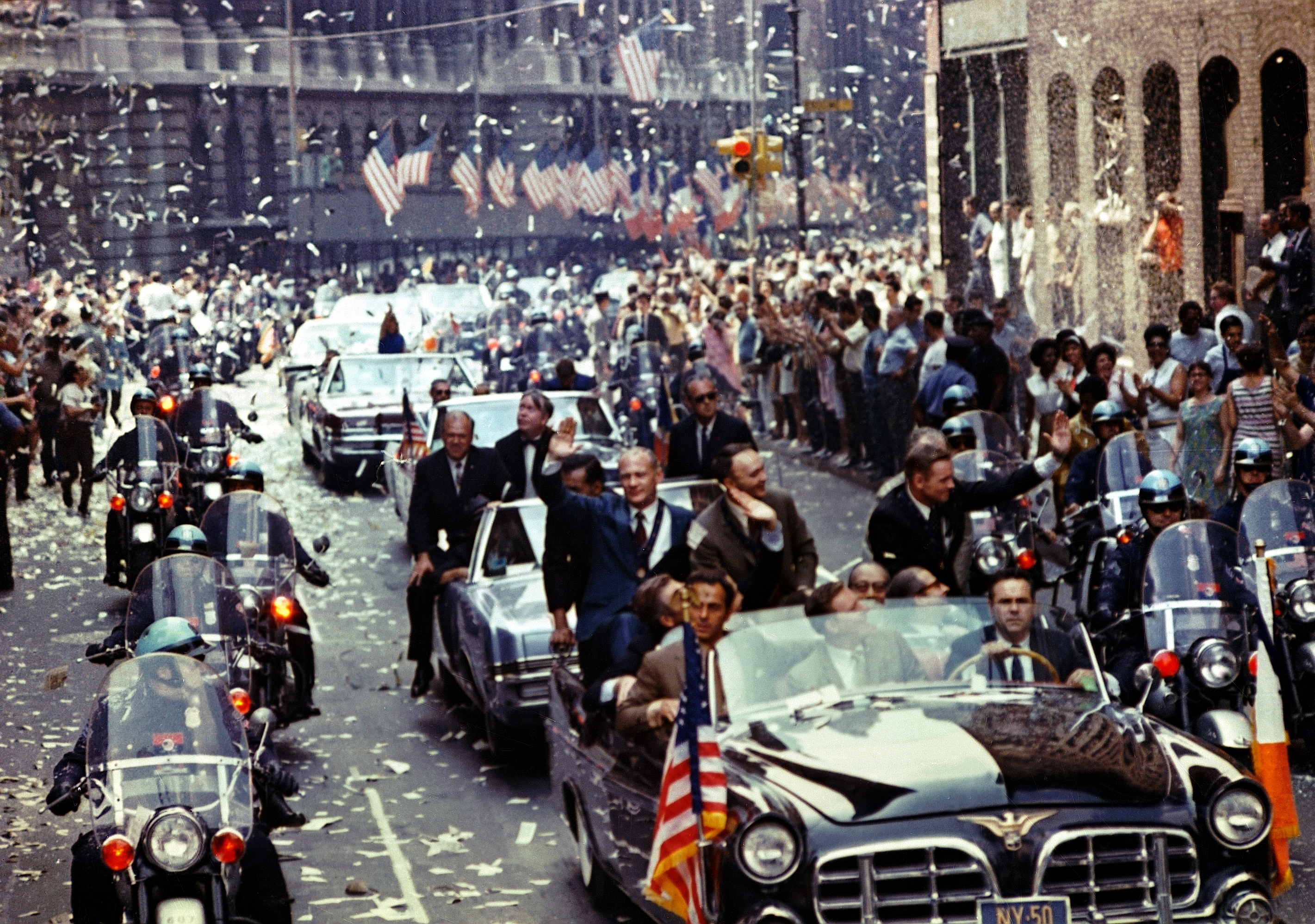
1969年に行われた、アポロ11号乗組員を讃えるティッカー・テープ・パレード。ティッカー・テープは用いられていない。